# Shahrestān di Zahak
Lo shahrestān di Zahak (farsi شهرستان زهك) è uno dei 18 shahrestān del Sistan e Baluchistan, il capoluogo è Zahak. Lo shahrestān è suddivisa in 2 circoscrizioni (bakhsh):
- Centrale (بخش مرکزی)
- Jezink (بخش جزینک)